# Thân Ái Chí Ái (Dt. Appledog's Time)
Thân Ái Chí Ái : Dt.Appledog's Time (2021) ( tiếng Trung :我的时代,你的时代; bính âm : wǒde shídài, nǐde shídài ) là một bộ phim truyền hình trực tuyến Trung Quốc năm 2021 được công chiếu trên iQiyi vào ngày 4 tháng 2 năm 2021 kể về câu chuyện của Ngô Bạch và Ngải Tình. Cả hai đã bị mê hoặc bởi nhau trong suốt quá trình và chỉ đạo đội của họ cùng nhau giành chức vô địch thế giới cho Trung Quốc.
Phim do Vũ Trung Trung đạo diễn và có dàn diễn viên bao gồm Hồ Nhất Thiên, Lý Nhất Đồng, Lý Minh Đức, Vương An Vũ  cùng với khách mời đặc biệt Dương Tử và Lý Hiện.  Bộ phim được chuyển thể từ tiểu thuyết của Mặc Bảo Phi Bảo, Mật thất khốn cá lội (密室困游鱼) của Mặc Bảo Phi Bảo.

## Nội dung
Ngô Bạch đã trở thành người chiến thắng bất ngờ trẻ nhất trong Cuộc thi Robot Quốc gia nhờ nỗ lực và tài năng không ngừng nghỉ của mình. Anh ấy đã thành lập một đội để tham gia cuộc thi và cuối cùng đã thi đấu với Ngải Tình đã khai sáng trong trận chung kết ở Trung Quốc. Kể từ đó, họ đã giành được nhiều vinh dự thay mặt cho quê hương. Cả hai đều quyết tâm quảng bá robot công nghệ trong giới trẻ Trung Quốc, từ đó làm cho Trung Quốc trở nên hùng mạnh hơn thông qua khoa học và công nghệ. Họ bị mê hoặc bởi nhau trong suốt quá trình và cùng nhau dẫn dắt đội của mình giành chức vô địch thế giới cho Trung Quốc.

## Diễn viên
Nhân vật chính
- Hồ Nhất Thiên vai Ngô Bạch (DT)
- Lý Nhất Đồng vai Ngải Tình (Appledog)

Đội K&K
- Xu Yao vai Mi Shaofei (Xiao Mi)
- Vương An Vũ vai Thẩm Triết (Grunt)
- Lý Minh Đức vai Ling Shan (97)
- Hứa Nhạc Kiêu vai Zhou Yi (One)

Team SP
- Bàng Hãn Thần vai Vương Hạo (Solo)
- Xu Yang vai Zhou Hua (Hua Ti)
- Liu Shuai vai Ou Qiang (All)

Khách mời đặc biệt
- Dương Tử vai Đồng Niên (Cá mực nhỏ)
- Lý Hiện vai Hàn Thương Ngôn (Gun)

Nhân vật khác
- Vương Khả Như vai Ngải Tĩnh (Chị Ngải Tình)